# مارتين بيتراش
مارتين بيتراش (بالسلوفاكية: Martin Petráš) (مواليد 2 نوفمبر 1979 في بوينيتسى) لاعب كرة قدم سلوفاكي يلعب حاليا لصالح نادي تشيزينا الإيطالي .

## روابط خارجية
- مارتين بيتراش على موقع الاتحاد الدولي (مؤرشف)  (الإنجليزية)
- مارتين بيتراش على موقع الاتحاد الأوربي (الإنجليزية)
- مارتين بيتراش على موقع إي إس بي إن إف سي (الإنجليزية)
- مارتين بيتراش على موقع قاعدة بيانات كرة القدم.إي يو (الإنجليزية)
- مارتين بيتراش على موقع ناشيونال فوتبول تيمز (الإنجليزية)
- مارتين بيتراش على موقع Soccerbase.com (لاعب) (الإنجليزية)
- مارتين بيتراش على موقع Soccerway.com (الإنجليزية)
- مارتين بيتراش على موقع عالم كرة القدم.نت (الإنجليزية)
- مارتين بيتراش على موقع أوليمبيديا (الإنجليزية)
- مارتين بيتراش على موقع GSA (الإنجليزية)